# Ricardo Morris (calciatore 1992)
Ricardo Wayne Morris (11 febbraio 1992) è un calciatore giamaicano, centrocampista del Portmore Utd e della nazionale giamaicana.

## Carriera

### Club
Ha giocato nel campionato giamaicano e statunitense.

### Nazionale
Ha esordito in nazionale nel 2014 ed è stato convocato per la Gold Cup 2017.

## Statistiche

### Cronologia presenze e reti in Nazionale
| Cronologia completa delle presenze e delle reti in nazionale ― Giamaica | Cronologia completa delle presenze e delle reti in nazionale ― Giamaica | Cronologia completa delle presenze e delle reti in nazionale ― Giamaica | Cronologia completa delle presenze e delle reti in nazionale ― Giamaica | Cronologia completa delle presenze e delle reti in nazionale ― Giamaica | Cronologia completa delle presenze e delle reti in nazionale ― Giamaica | Cronologia completa delle presenze e delle reti in nazionale ― Giamaica | Cronologia completa delle presenze e delle reti in nazionale ― Giamaica |
| Data                                                                    | Città                                                                   | In casa                                                                 | Risultato                                                               | Ospiti                                                                  | Competizione                                                            | Reti                                                                    | Note                                                                    |
| ----------------------------------------------------------------------- | ----------------------------------------------------------------------- | ----------------------------------------------------------------------- | ----------------------------------------------------------------------- | ----------------------------------------------------------------------- | ----------------------------------------------------------------------- | ----------------------------------------------------------------------- | ----------------------------------------------------------------------- |
| 2-3-2014                                                                | Saint Michael                                                           | Barbados                                                                | 0 – 2                                                                   | Giamaica                                                                | Amichevole                                                              | -                                                                       |                                                                         |
| 30-3-2015                                                               | Montego Bay                                                             | Giamaica                                                                | 3 – 0                                                                   | Cuba                                                                    | Amichevole                                                              | -                                                                       | 60’                                                                     |
| 13-10-2015                                                              | Seul                                                                    | Corea del Sud                                                           | 3 – 0                                                                   | Giamaica                                                                | Amichevole                                                              | -                                                                       | 77’                                                                     |
| 23-6-2017                                                               | Fort-de-France                                                          | Giamaica                                                                | 1 – 1 dts (4 – 2 dtr)                                                   | Guyana francese                                                         | Coppa dei Caraibi 2017 - Semifinale                                     | -                                                                       | 68’ 97’                                                                 |
| 26-6-2017                                                               | Fort-de-France                                                          | Giamaica                                                                | 1 – 2                                                                   | Curaçao                                                                 | Coppa dei Caraibi 2017 - Finale                                         | -                                                                       | 61’                                                                     |
| 23-7-2017                                                               | Pasadena                                                                | Messico                                                                 | 0 – 1                                                                   | Giamaica                                                                | Gold Cup 2017 - Semifinale                                              | -                                                                       | 53’                                                                     |
| 25-8-2017                                                               | Port Of Spain                                                           | Trinidad e Tobago                                                       | 1 – 2                                                                   | Giamaica                                                                | Amichevole                                                              | -                                                                       |                                                                         |
| 2-9-2017                                                                | Toronto                                                                 | Canada                                                                  | 2 – 0                                                                   | Giamaica                                                                | Amichevole                                                              | -                                                                       | 58’                                                                     |
| 30-1-2018                                                               | Aksu                                                                    | Giamaica                                                                | 2 – 2                                                                   | Corea del Sud                                                           | Amichevole                                                              | -                                                                       | 57’                                                                     |
| 26-4-2018                                                               | Basseterre                                                              | Saint Kitts e Nevis                                                     | 1 – 3                                                                   | Giamaica                                                                | Amichevole                                                              | -                                                                       | 46’                                                                     |
| 29-4-2018                                                               | North Sound                                                             | Antigua e Barbuda                                                       | 0 – 2                                                                   | Giamaica                                                                | Amichevole                                                              | -                                                                       | 66’                                                                     |
| 7-9-2018                                                                | Harrison                                                                | Ecuador                                                                 | 2 – 0                                                                   | Giamaica                                                                | Amichevole                                                              | -                                                                       | 59’                                                                     |
| 14-10-2018                                                              | Willemstad                                                              | Bonaire                                                                 | 0 – 6                                                                   | Giamaica                                                                | Qual. CONCACAF Nations League 2019-2020                                 | 2                                                                       |                                                                         |
| 17-11-2018                                                              | Montego Bay                                                             | Giamaica                                                                | 2 – 1                                                                   | Suriname                                                                | Qual. CONCACAF Nations League 2019-2020                                 | -                                                                       |                                                                         |
| 23-3-2019                                                               | San Salvador                                                            | El Salvador                                                             | 2 – 0                                                                   | Giamaica                                                                | Qual. CONCACAF Nations League 2019-2020                                 | -                                                                       | 65’                                                                     |
| 21-6-2019                                                               | Houston                                                                 | El Salvador                                                             | 0 – 0                                                                   | Giamaica                                                                | Gold Cup 2019 - 1º turno                                                | -                                                                       | 86’                                                                     |
| 26-6-2019                                                               | Los Angeles                                                             | Curaçao                                                                 | 1 – 1                                                                   | Giamaica                                                                | Gold Cup 2019 - 1º turno                                                | -                                                                       |                                                                         |
| 15-11-2019                                                              | North Sound                                                             | Antigua e Barbuda                                                       | 0 – 2                                                                   | Giamaica                                                                | CONCACAF Nations League 2019-2020 - 1º turno                            | 1                                                                       |                                                                         |
| 18-11-2019                                                              | Montego Bay                                                             | Giamaica                                                                | 1 – 1                                                                   | Guyana                                                                  | CONCACAF Nations League 2019-2020 - 1º turno                            | -                                                                       |                                                                         |
| 25-3-2021                                                               | Wiener Neustadt                                                         | Stati Uniti                                                             | 4 – 1                                                                   | Giamaica                                                                | Amichevole                                                              | -                                                                       | 55’                                                                     |
| Totale                                                                  |                                                                         | Presenze                                                                | 20                                                                      |                                                                         | Reti                                                                    | 3                                                                       |                                                                         |